# Feliciano Benito
Feliciano Benito Anaya (c. 1896-1940) fue un anarcosindicalista español.

## Biografía
Nacido hacia 1896 en la localidad segoviana de Tabladillo, tiempo después se trasladó a Madrid, donde trabajó como carpintero. A temprana edad se afilió a la Confederación Nacional del Trabajo (CNT), de signo anarquista. Conocido como el «Padre Benito», formó parte del grupo «Los Libertos» del Ateneo de Divulgación Social.
Tras el estallido de la Guerra Civil se unió a las milicias anarcosindicalistas. Llegó a comandar una columna que recibió su nombre y que operó en el frente de Guadalajara-Sigüenza. En otoño de 1936 llegó a participar en la Batalla de Sigüenza, si bien sus fuerzas fueron incapaces de defender la ciudad del asalto de las fuerzas sublevadas. También llegó a ejercer como comandante militar de Tarancón. Posteriormente pasó a formar parte del comisariado político del Ejército Popular de la República. Llegó a ejercer como comisario político del IV Cuerpo de Ejército, en el frente de Guadalajara. En los últimos días de la contienda fue designado comisario del Ejército del Centro.
A pesar de su apoyo al Golpe de Estado de Casado, fue capturado por los franquistas y finalmente fusilado el 26 de octubre de 1940 en el cementerio de Guadalajara.